# Ражњићи
Ражњићи су популарни специјалитет са роштиља на ражњу, еквивалент грчком сувлакију, бугарском шишчета и турском шашлику. Име је изведено из речи ражањ. Јело је популарно у кухињи земаља Балканског полуострва.